# Tsacònic
El tsacònic (grec: τσακώνικα) és un dialecte del grec parlat a la costa oriental del Peloponès per una població dedicada al pasturatge. És molt diferent de la resta de varietats gregues, i no comprensible per a qui només coneix el grec modern o estàndard, car no és un dialecte derivat del grec koiné, basada sobretot en l'antic grec àtic, sinó que sembla que procedeix de l'antic grec dòric parlat pels lacedemonis. Sembla ser, doncs, el darrer vestigi dels dialectes grecs no àtics, els quals van desaparèixer amb l'expansió del grec koiné. Avui malauradament només conserven aquest dialecte unes 300 persones i la seva situació lingüística és molt precària.